# Municipio de Mahoning (condado de Armstrong)
El municipio de Mahoning (en inglés: Mahoning Township) es un municipio ubicado en el condado de Armstrong en el estado estadounidense de Pensilvania. En el año 2000 tenía una población de 979 habitantes y una densidad poblacional de 15.7 personas por km².

## Geografía
El municipio de Mahoning se encuentra ubicado en las coordenadas 40°57′26″N 79°20′38″O / 40.95722, -79.34389.

## Demografía
Según la Oficina del Censo en 2000 los ingresos medios por hogar en la localidad eran de $29,934 y los ingresos medios por familia eran $35,337. Los hombres tenían unos ingresos medios de $26,891 frente a los $16,813 para las mujeres. La renta per cápita para la localidad era de $13,833. Alrededor del 8,1% de la población estaban por debajo del umbral de pobreza.